# کپستون
کپستون (انگلیسی: CAPSTONE) با نام کامل آزمایش ناوبری و عملیات فناوری سامانه موقعیت‌یاب خودکار مدار ماه (Cislunar Autonomous Positioning System Technology Operations and Navigation Experiment)، یک مدارگرد ماه است که پایداری مداری محاسبه‌شده برای ایستگاه فضایی دروازه ماه را آزمایش و تأیید می‌کند. این فضاپیما یک تاسواره ۱۲ واحدی است که یک سامانه ناوبری اندازه‌گیری موقعیت آن نسبت به مدارگرد شناسایی ماه متعلق به ناسا را نیز بدون وابستگی به ایستگاه‌های زمینی آزمایش می‌کند. کپستون در سال ۲۰۲۲ به فضا پرتاب شد و بیش از ۶ ماه در گردش به دور ماه خواهد بود.